# Assou (affluent de l'Aveyron)
Pour les articles homonymes, voir Assou.
L'Assou est une rivière française qui coule dans le département de l'Aveyron. C'est un affluent de l'Aveyron en rive droite, donc un sous-affluent de la Garonne par l'Aveyron puis par le Tarn. 

## Géographie
De 14 km de longueur, l'Assou prend sa source sur la commune de Martiel dans le parc de l'abbaye de Loc-Dieu, et se jette dans l'Aveyron sur la commune de Monteils.

## Départements et communes traversées
- Aveyron : Martiel, Monteils, Savignac, Vailhourles, La Rouquette, Castanet

## Principaux affluents
- le ruisseau Dassou 7,8 km
- le ruisseau de Ferran 6,8 km
- le ruisseau des Fargues 3,6 km